# Orjachovets
Orjachovets (Bulgaars: Оряховец) is een dorp in de Bulgaarse gemeente Banite, oblast Smoljan. Het dorp ligt hemelsbreed 24 km ten oosten van Smoljan en 181 km ten zuidoosten van Sofia.

## Bevolking
Het dorp telde 485 inwoners in 2019, een daling vergeleken met het maximum van 1.310 personen in 1956.
|  |

| Etnische samenstelling van de respondenten (2011) | Etnische samenstelling van de respondenten (2011) | Etnische samenstelling van de respondenten (2011) | Etnische samenstelling van de respondenten (2011) | Etnische samenstelling van de respondenten (2011) |
| ------------------------------------------------- | ------------------------------------------------- | ------------------------------------------------- | ------------------------------------------------- | ------------------------------------------------- |
|                                                   |                                                   |                                                   |                                                   |                                                   |
| Bulgaren                                          | Bulgaren                                          |                                                   | 100,0%                                            | 100,0%                                            |
| Turken                                            | Turken                                            |                                                   | 0,0%                                              | 0,0%                                              |
| Roma                                              | Roma                                              |                                                   | 0,0%                                              | 0,0%                                              |
| Anders/Onbekend                                   | Anders/Onbekend                                   |                                                   | 0,0%                                              | 0,0%                                              |